# 서울 건국대학교 구 서북학회회관
서울 건국대학교 구 서북학회회관(서울 建國大學校 舊 西北學會會館)는 서울특별시 광진구에 있는 대한제국시대의 건축물이다. 2003년 6월 30일 대한민국의 국가등록문화유산 제53호로 지정되었다.

## 개요
서북학회의 건물(일명 서북학회회관)은 르네상스양식의 민족애국단체 회관으로 건립된 건축양식으로 청나라 기술자를 불러들여 지었고 당시에는 보기드문 현대식 건축물이어서 장안의 화제가 되기도 했다. 또한 33명의 이름으로 지어진 것이 이채롭다. 공사기간을 거쳐 1908년 11월 2일에 준공되었다.
낙원동 교사는 3층 양옥이었는데 3층이라지만 1층은 반지하다. 연건평 395평였으니 1886년 서울 중구 정동에 건평 200평 규모의 한식 기와집에서 시작된 초창기 이화학당보다는 훨씬 컸다. 여기서 단국대와 건국대(설립인가 순)가 태동하고 국민대는 설립 기성회의 임시 사무실로 썼다.
이보다 과거로 더 거슬러 올라가면 고려대학교의 전신인 보성전문학교와 서북협성학교도 한 때 이 건물에서 배우고 가르쳤는데 '종로 낙원동 교사'로 불리면서 서울대학교가 있었던 혜화동 대학로(마로니에 공원)와 더불어 대학가에서 꽤 알려졌던 곳이다. 유서 깊은 '종로 낙원동 교사'로 신흥 사학의 산실이었기 때문이었다.
이후 '종로 낙원동 교사'였던 서북회관은 이후 백화점의 박흥식이 이사장으로 있으면서 운영하다 민중병원을 운영하던 함경남도 단천 출신의 건국대 설립자 유석창에게 건물의 소유가 넘어갔다. 이후 1977년 건물은 도시계획으로 철거·해체, 1985년 건국대학교 교정안으로 이전·복원되어 현재 군자동 건국대내의 상허기념관으로 활용하면서 등록문화재 제53호 '서북학회회관(西北學會會館)'으로 등록되어 있다.

## 역사
서북학회 회관(西北學會 會館)으로 불렸던 이 건물은 건립당시에는 민족애국단체인 “서북학회”의 회관으로 종로구 낙원동 282번지에 세워졌던 건물이다. 일제강점기에는 오성학교, 보성전문학교, 협성실업학교 등 민족계 학교의 교사로 사용되다가 1941년 건국대학교 설립자 유석창박사가 인수하였다. 1985년 건국대학교 교정안 해체복원이 되었다.
광복 후에는 이 건물에서 각종 정치단체 등이 사용되었고 1946년에 건국대학교의 모체인 조선정치학관이 창립되어 단국대학교가 광복 최초 4년제 정규대학으로 정식 설립인가를 받았고 건국대학교와 국민대학교 등의 교육기관들이 창설되기도 하였다. 그 후 건국대학교 법인 사무실 등으로 사용되었다가 1977년 도시계획으로 철거해체되어, 주요 자재를 현 건국대학교 캠퍼스(모진동)에 야적/보관하게 되었고 1985년 복원하여 학교건립자의 기념관 겸 박물관으로 사용하고 있다.
건립 때의 사진과 철거 전의 사진을 비교하면, 건립 때부터 1977년 해체 때까지 적어도 지붕부분에 수리가 있었을 것으로 추측된다. 그리고 현재 위치에 복원한 건물은 1977년 때의 모습을 기준으로 하였다

## 같이 보기
- 종로구
- 낙원동
- 서북학회

## 참고 자료
- 서울 건국대학교 구 서북학회회관 - 국가유산청 국가유산포털